# Walter Martin (cyclisme, 1891)
Pour les articles homonymes, voir Walter Martin.
Walter C. Martin (né le 28 septembre 1891 à Garyville aux États-Unis et mort en novembre 1966) est un coureur cycliste sur piste et sur route américain des années 1910.

## Biographie
En 1912, il termine 17e de la course sur route, ce qui lui permet de remporter la médaille de bronze au classement par équipes avec Carl Schutte, Albert Krushel et Alvin Loftes.

## Palmarès
- 1912
  -  Médaillé de bronze du classement par équipes aux Jeux olympiques de Stockholm (avec Carl Schutte, Albert Krushel et Alvin Loftes)